# Deuxième expédition de Wadi al-Qura
La deuxième expédition de Wadi al-Qura  se déroula en janvier, 628AD, 9e mois de 6AH du calendrier Islamique ,, Le raid fut effectué par Zaid ibn Haritha ou Abu Bakr, en guise de revanche pour un raid précédent échoué contre les Banu Fazarah, au cours duquel plusieurs Musulmans furent tués,.